# ObjectDock
ObjectDock er et computerprogram til Windows-systemer udviklet af StarDock, der viser en holder til genveje nederst på skærmen. Den kan både vise programmer, filer og mapper, åbne vinduer, ikoner fra systembakken og små tilføjelsesprogrammer, såsom vejr og ur. ObjectDock findes i både en gratis og betalt version (Free og Plus), hvor den betalte bl.a. giver mulighed for at have genvejene fordelt i faneblade. Den indeholder også funktioner til helt at erstatte processlinien.
ObjectDock er inspireret af den dock, som er i Mac OS som en indbygget del af styresystemet. Den har også som standard samme effekt med at forstørre ikoner nær musen.